# ヤクルス

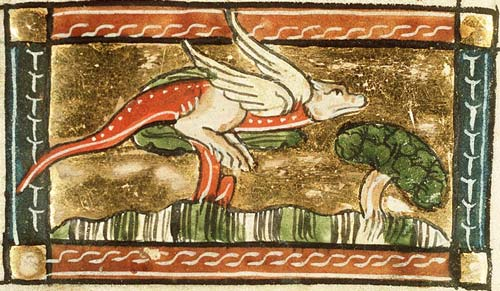
ヤクルス

ヤクルス (Jaculus) は古代・中世の動物誌に記載される怪蛇。槍蛇。古代ローマの詩人マルクス・アンナエウス・ルカヌスの『内乱』が主な典拠である。後世の動物誌では翼の生えた蛇としても描かれた。獲物を捕まえるときは右の絵にあるように木に昇ってから飛び降りて獲物の背中に捕まり、牙を突き刺すという。この狩りの手法からヤクルス（「槍」を意味する）という名がついた。

## 古代
プリニウスの『博物誌』（79年頃）によると、ヤクルスは樹の枝から矢のように飛ぶ蛇である（第8巻85）。同時代のルカヌス（39年-65年）の叙事詩『内乱』（『パルサリア』）には、「飛ぶヤクルス」との言及があり（第9巻720）、また、樹上から射掛ける蛇が登場し、アフリカ人（カルタゴ等の北アフリカの住人）がヤクルスと呼ぶ蛇であると記されている（同822-827）。

## 中世
セビーリャのイシドールス（6-7世紀）は、著書『語源』においてルカヌスを引用し、jaculus の語源は「投げる」 (jacto) であるとした（第12巻4:29）。